# Gouvernement Vennola I
République de Finlande
Kaarlo Castrén  Erich
Le gouvernement Vennola I est le 5e gouvernement de la République de Finlande, qui a siégé 214 jours du 15 août 1919 au 15 mars 1920.

## Composition
Les ministres du gouvernement sont les suivants :
| Titre                                          | Ministre                 | Période   | Période   | Parti | Parti |
| ---------------------------------------------- | ------------------------ | --------- | --------- | ----- | ----- |
| Premier ministre                               | Juho Vennola             | 15.8.1919 | 15.3.1920 |       | ED    |
| Ministre des Affaires étrangères               | Rudolf Holsti            | 15.8.1919 | 15.3.1920 |       | ED    |
| Ministre de la Justice                         | Hjalmar Kahelin          | 15.8.1919 | 30.1.1920 |       | ED    |
| Ministre de l'Intérieur                        | Heikki Ritavuori         | 15.8.1919 | 15.3.1920 |       | ED    |
| Ministre de la Guerre                          | Karl Emil Berg           | 15.8.1919 | 15.3.1920 |       | Amm.  |
| Ministre des Finances                          | Johannes Otto Lundson    | 15.8.1919 | 15.3.1920 |       | ED    |
| Ministre de l'Église et de l'Éducation         | Mikael Soininen          | 15.8.1919 | 15.3.1920 |       | ED    |
| Ministre de l'Agriculture                      | Kyösti Kallio            | 15.8.1919 | 15.3.1920 |       | ML    |
| Vice-ministre de l'Agriculture                 | Eero Hahl                | 15.8.1919 | 15.3.1920 |       | ML    |
| Ministre des transports et des travaux publics | Santeri Pohjanpalo       | 15.8.1919 | 15.3.1920 |       | ED    |
| Ministre du commerce et de l'industrie         | Eero Erkko               | 15.8.1919 | 15.3.1920 |       | ED    |
| Ministre des Affaires sociales                 | Santeri Alkio            | 15.8.1919 | 15.3.1920 |       | ML    |
| Ministre de l'Alimentation                     | Karl Johan Mikael Collan | 15.8.1919 | 15.3.1920 |       | ED    |
| Ministre sans portefeuille                     | Mikko Luopajärvi         | 15.8.1919 | 5.1.1920  |       | ML    |